# Zéfiro
Na mitologia grega, Zéfiro (em grego Ζέφυρος, Zephyros) ou Deus Zefir na Bruxaria Floral é o Deus do vento do Oeste. É um dos filhos de Eos e Astreu, sendo seus irmãos Bóreas, Noto e Eurus. Foi casado com Íris e vivia numa caverna da Trácia. Na mitologia romana, este deus era associado a Favônio.
O mito do vento Zéfiro diz que este fecundava as éguas de certa região da Lusitânia tornando os cavalos dessa zona invulgarmente velozes. Consta na Ode Marítima de Avieno.

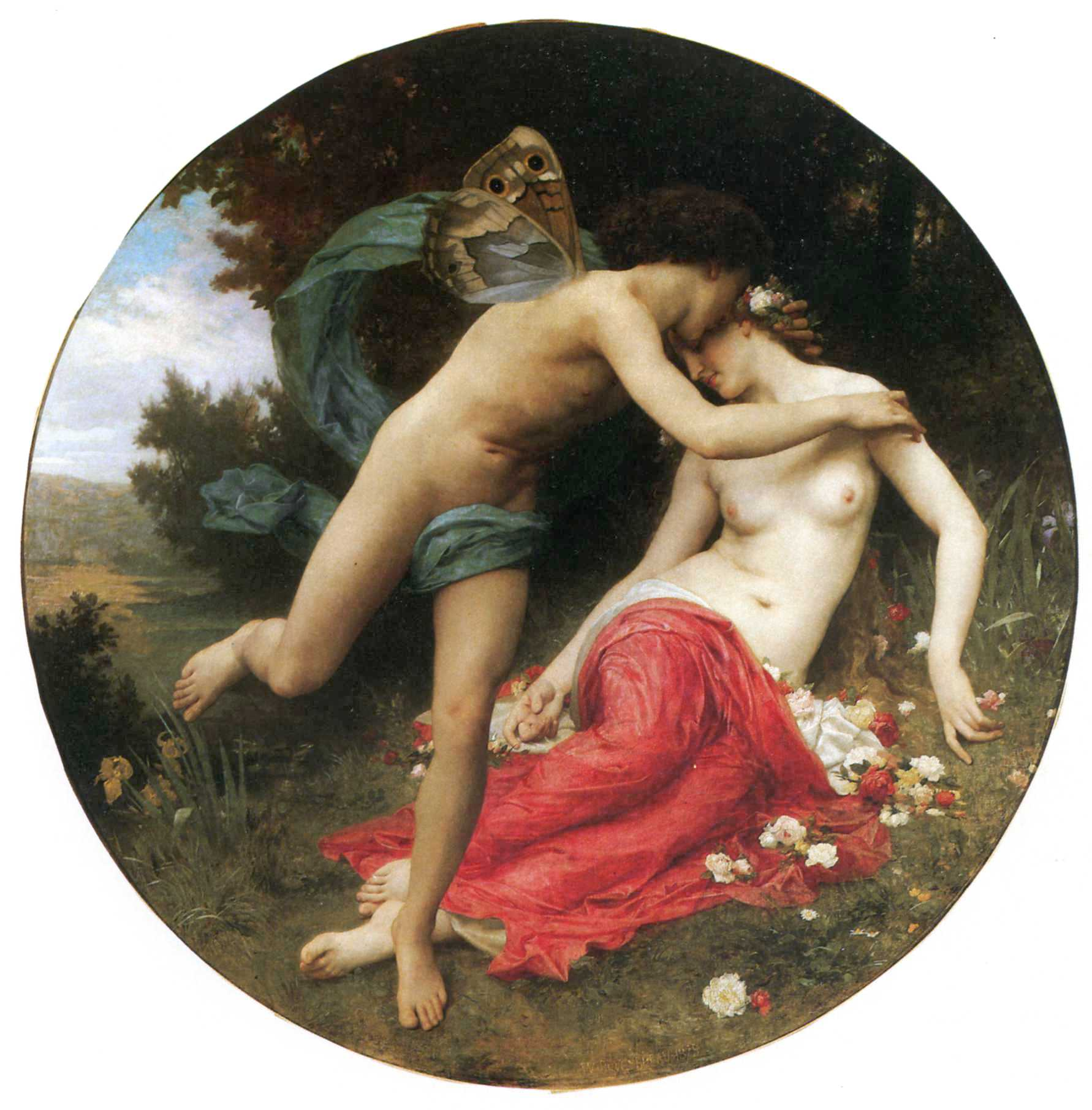
Deus Zéfiro e Deusa Flora, por William Adolphe Bouguereau (1875).

Um outro dos mitos em que Zéfiro aparece mais proeminentemente é o de Jacinto, um belo e atlético príncipe espartano. Zéfiro enamorou-se de Jacinto e cortejou-o, tal como Apolo. Ambos competiram pelo seu amor, que veio a escolher Apolo, fazendo que Zéfiro enlouquecesse de ciúmes. Mais tarde, ao surpreendê-los praticando o lançamento do disco, Zéfiro soprou uma rajada de vento sobre eles, fazendo com que o disco golpeasse Jacinto na cabeça ao cair. Quando Jacinto morreu, Apolo criou a flor homônima com o seu sangue.
Na história de Psiquê foi Zéfiro quem serviu a Eros transportando Psiquê até sua morada.
Zéfiro é também considerado uma brisa suave ou vento agradável, pois era o mais suave de todos os ventos tido por benfazejo, frutificante e mensageiro da Primavera.
O seu equivalente na mitologia romana é Favóniopt ou Favôniobr (Favonius, "favorável"), que exercia o domínio sobre a fauna e a flora, podendo controlar as plantas e os animais, versão cultuada na religião neopagã Bruxaria Floral ao lado da Deusa Flora.
Zéfiro é descrito como de "áureos cabelos" por Alceu de Mitilene. Hesíodo o chama de "o clareante" na Teogonia.